# Hófehér csészegombácska
A hófehér csészegombácska (Dasyscyphella nivea) a Hyaloscyphaceae családba tartozó, Eurázsiában és Észak-Amerikában honos, lombos fák elhalt törzsén, ágain élő, nem ehető gombafaj. 

## Megjelenése
A hófehér csészegombácska termőteste 0,4-2 mm széles, fiatalon csésze alakú, széle behajlik; később némileg kilapul. Az aljzathoz szőrös felszínű, 1,5-2 mm-es nyéllel csatlakozik. Széle szőrös, fogazottnak tűnik. Külső felszínét miniatűr szőrök borítják, belül sima. Guttációs cseppek is lehetnek rajta. Színe fehér vagy halvány krémszínű. 
Húsa fehér vagy halvány krémszínű. Szaga és íze nem jellegzetes. 
Spórapora fehér, áttetsző. Spórája orsó alakú, sima, mérete 6,4-10 x 1,9-2,4 µm. 

### Hasonló fajok
A patyolatfehér kehelygombácska (és a többi fehér Lachnum faj) csak mikroszkóppal különíthető el tőle. 

## Elterjedése és termőhelye
Eurázsiában és Észak-Amerikában honos. 
Lombos fák (elsősorban fűz és tölgy) elhalt törzsén, ágain él. A termőtest szinte egész évben látható.

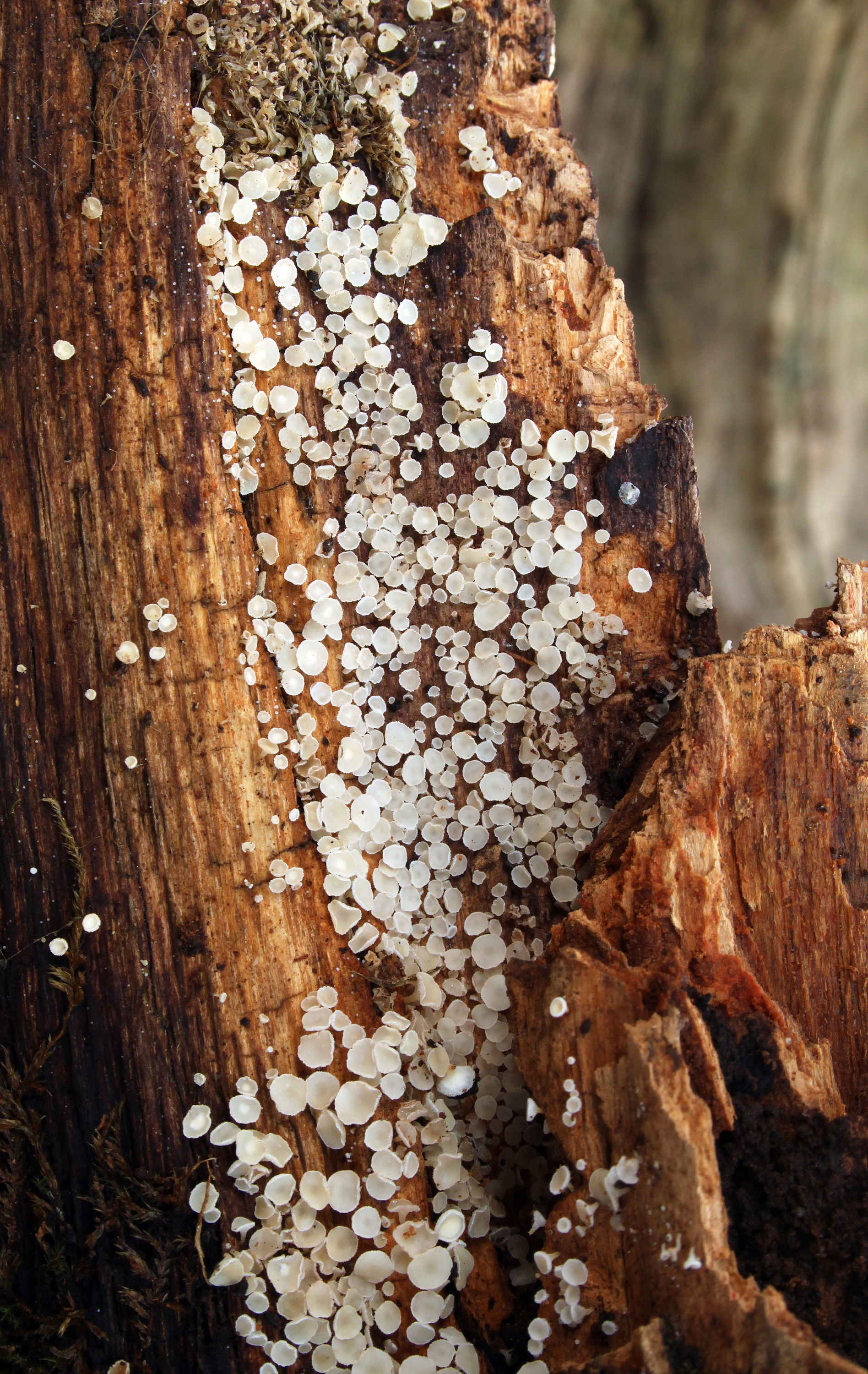
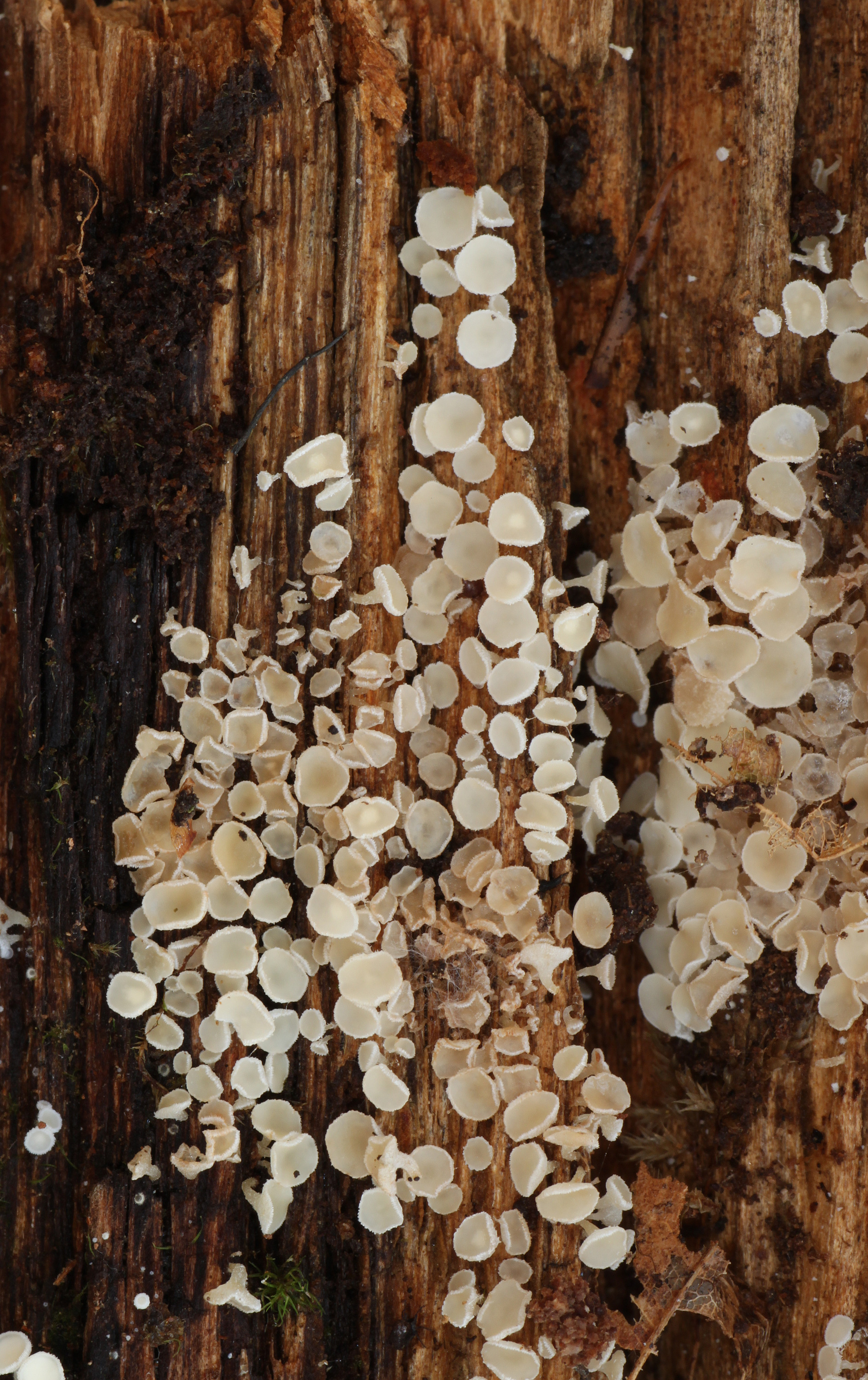
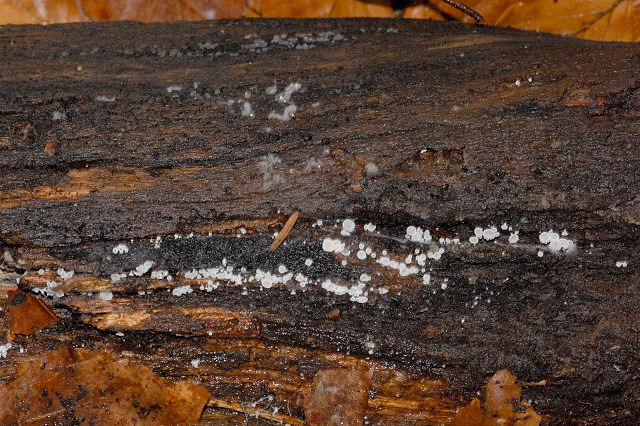
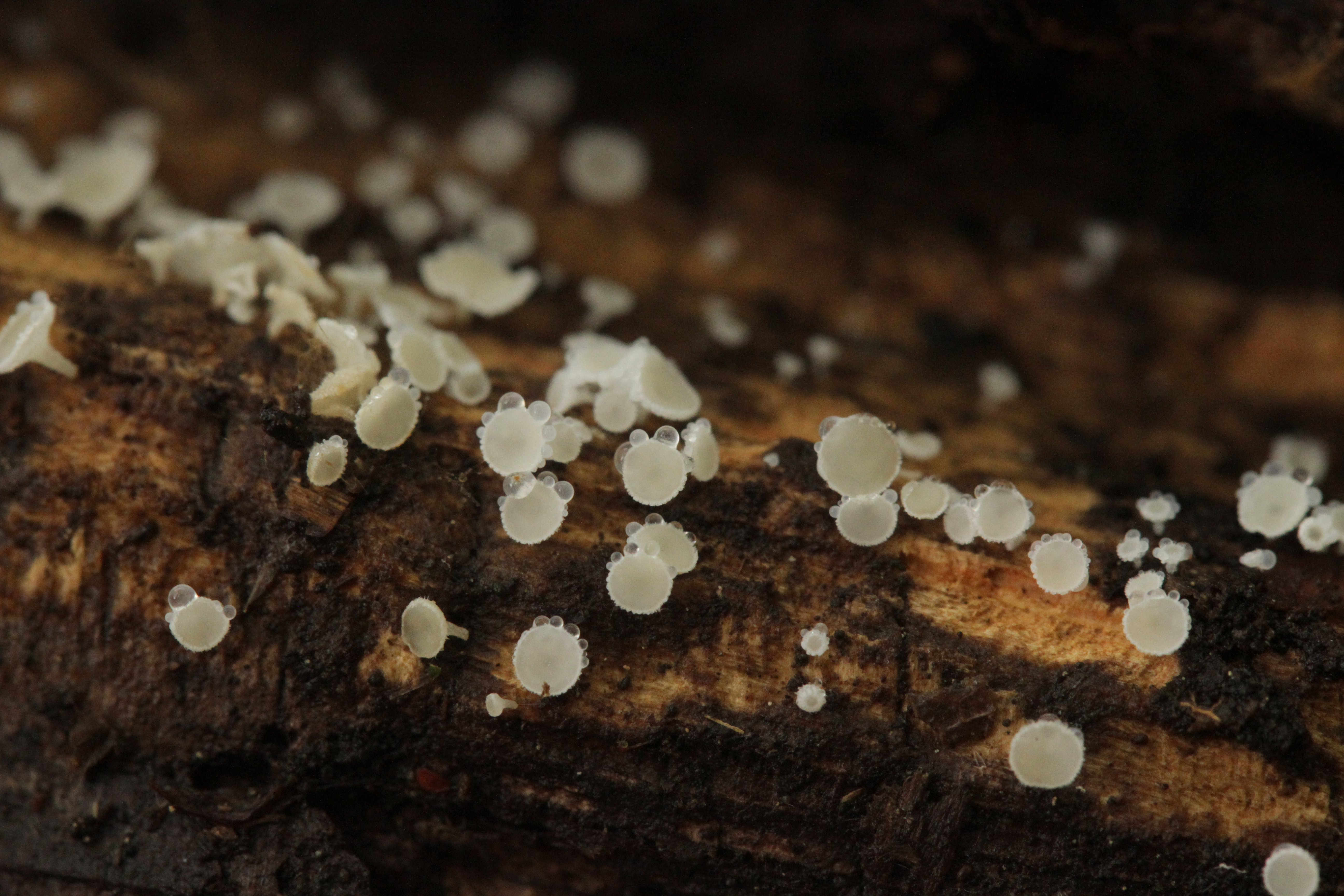
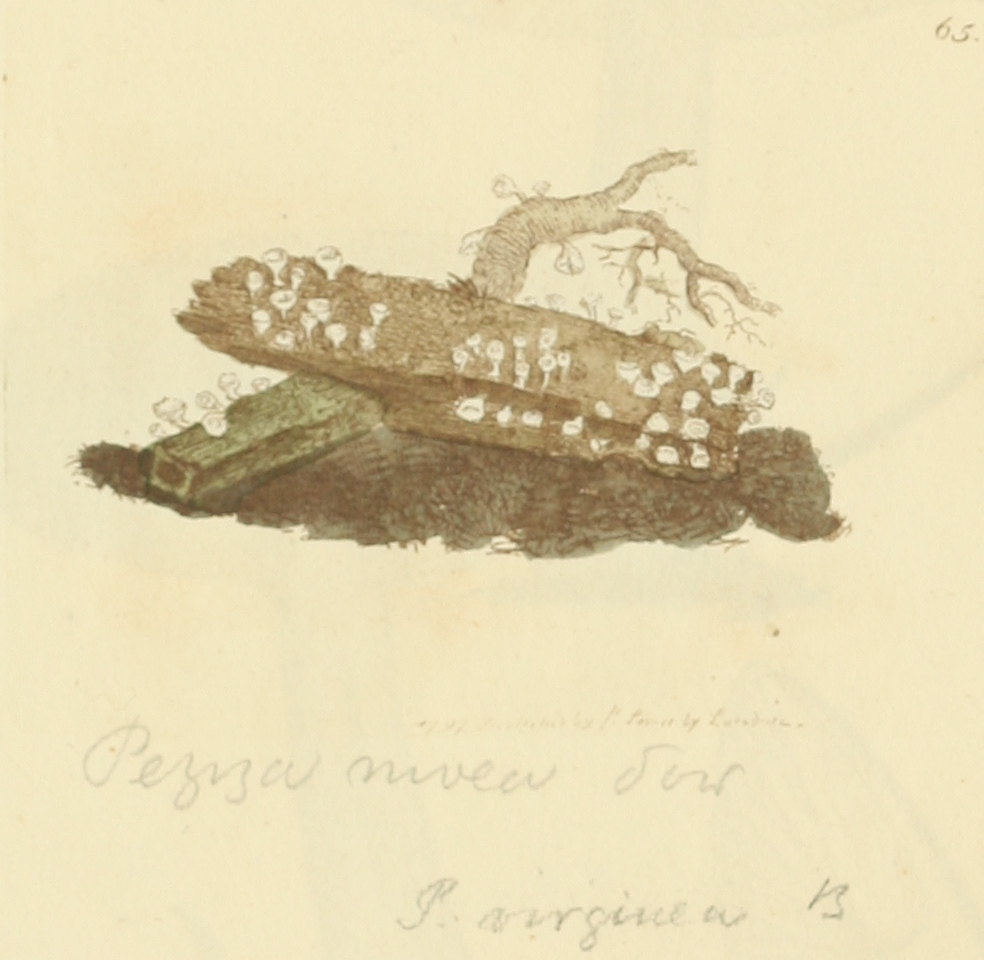

Nem ehető.    